# Хролин
Хролин (укр. Хролин) — село в Шепетовском районе Хмельницкой области Украины.

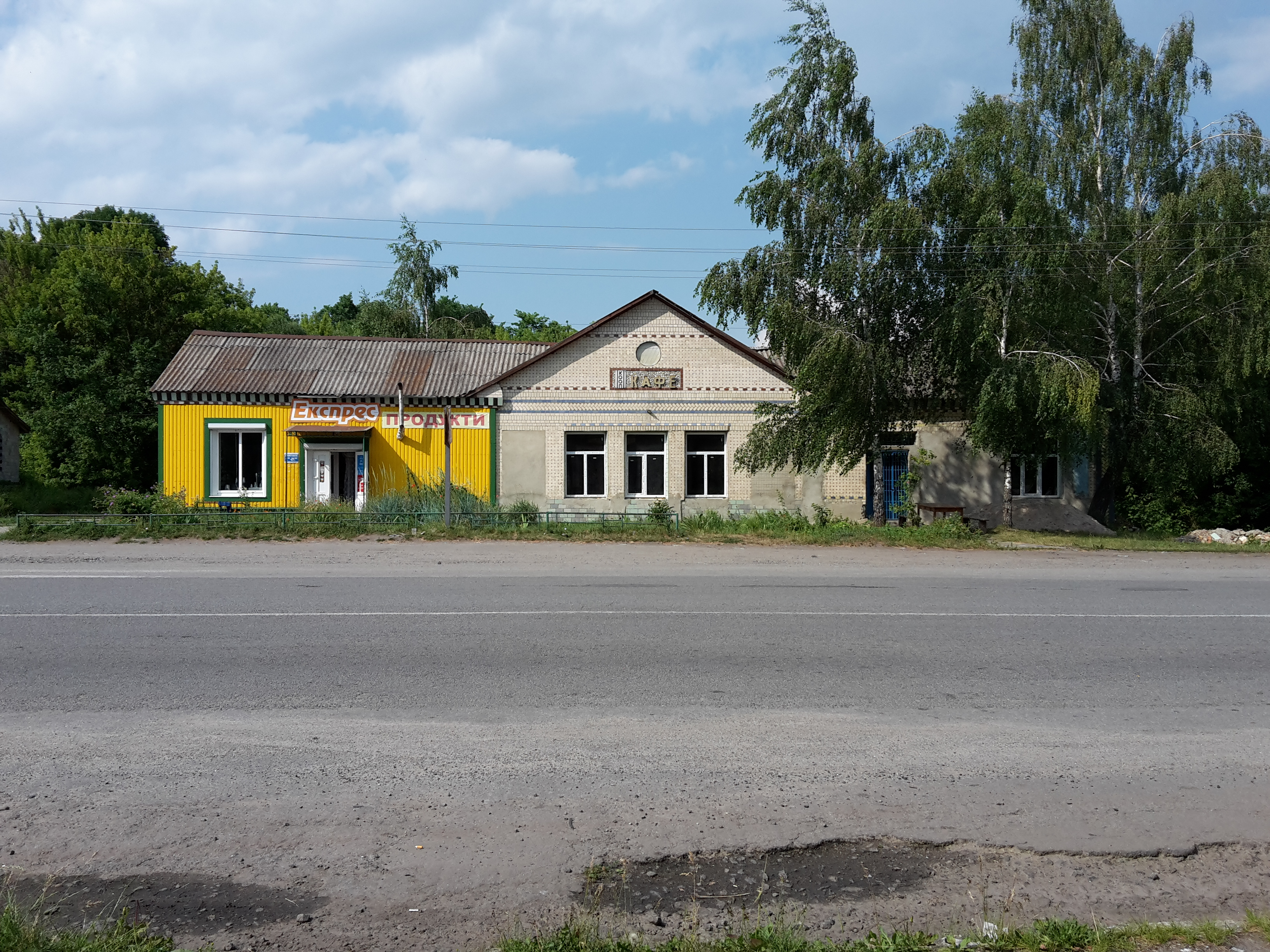
Магазин в Хролине

Население по переписи 2001 года составляло 865 человек. Почтовый индекс — 30434. Телефонный код — 3840. Занимает площадь 0,138 км². Код КОАТУУ — 6825589001.

## Местный совет
30434, Хмельницкая обл., Шепетовский р-н, с. Хролин, ул. Ватутина